# Betzigau
Betzigau è un comune tedesco di 2 775 abitanti, situato nel land della Baviera.